# テレーゼ・ブルンスヴィック
テレーゼ・ブルンスヴィック・デ・コロンパ（Therese Brunsvik de Korompa, 1775年7月27日 - 1861年9月23日）は、ハンガリーの伯爵令嬢、教育者。ハンガリー名はブルンスヴィク・テレーズ（Brunszvik Teréz）。スイスの教育実践者ヨハン・ハインリヒ・ペスタロッチを信奉していた。

## 生涯
ハンガリー王国のポジョニ（現スロヴァキア首都ブラチスラヴァ）に生まれた。父はアントン・ブルンスヴィック伯爵、母はアンナ・ジーベルクであった。兄弟姉妹にフランツ（1777年 - 1849年）、ヨゼフィーネ（1779年 - 1821年）、そしてシャルロッテがいた。
ブルンスヴィックは1828年7月1日、ロバート・オウエンが1816年にスコットランドのニュー・ラナークに設立した施設に倣い、ハンガリーに保育施設を設立した。就学前児童の教育機関はたちまちハンガリー全土に知れわたり、1837年にフリードリヒ・フレーベルがドイツに初めての「幼稚園」を立ち上げる。また、ブルンスヴィックはブダとペシュトで女性連合を創設するとともに女性のための教育機関を始動し、一貫してその質の向上に努めた。
ルートヴィヒ・ヴァン・ベートーヴェンの弟子のひとりであったブルンスヴィックは、彼からピアノソナタ第24番の献呈を受けた。このため、このピアノソナタは『テレーゼ』と呼ばれることもある。研究者や作家の中には、妹のヨゼフィーネではなく彼女こそが「不滅の恋人」だったのではないかと考える者もいたが、最近ではその可能性は低いとみられている。ブルンスヴィックの最初の伝記はラ・マーラによって、1813年までの日記とメモ書きはマリアンヌ・チェケ（Marianne Czeke）によって世に出された。いずれの資料からもベートーヴェンとブルンスヴィック家、とりわけ妹のヨゼフィーネとの関係について多くのことを知ることが出来る。
ブルンスヴィックはペシュトに没した。